# Riverdale (Geòrgia)
Riverdale és una població dels Estats Units a l'estat de Geòrgia. Segons el cens del 2000 tenia 12.478 habitants.

## Demografia
Segons el cens del 2000, Riverdale tenia 12.478 habitants, 4.389 habitatges, i 3.107 famílies. La densitat de població era de 1.130,9 habitants/km².
Dels 4.389 habitatges en un 44,6% hi vivien nens de menys de 18 anys, en un 39,3% hi vivien parelles casades, en un 25,2% dones solteres, i en un 29,2% no eren unitats familiars. En el 24% dels habitatges hi vivien persones soles el 3,3% de les quals corresponia a persones de 65 anys o més que vivien soles. El nombre mitjà de persones vivint en cada habitatge era de 2,8 i el nombre mitjà de persones que vivien en cada família era de 3,32.
Per edats la població es repartia de la següent manera: un 32,5% tenia menys de 18 anys, un 9,3% entre 18 i 24, un 36,1% entre 25 i 44, un 16,4% de 45 a 60 i un 5,8% 65 anys o més.
L'edat mediana era de 30 anys. Per cada 100 dones de 18 o més anys hi havia 80,6 homes.
La renda mediana per habitatge era de 39.530 $ i la renda mediana per família de 42.323 $. Els homes tenien una renda mediana de 30.802 $ mentre que les dones 26.102 $. La renda per capita de la població era de 15.377 $. Entorn del 10,6% de les famílies i el 12,5% de la població estaven per davall del llindar de pobresa.

## Poblacions més properes
El següent diagrama mostra les poblacions més properes.